# Боровиков, Эдуард Николаевич
Эдуа́рд Никола́евич Боровико́в (род. 1933) — советский буровой мастер, депутат Верховного Совета СССР.

## Биография
Родился в 1933 году. Русский. Беспартийный. Образование среднее специальное.
В 1951 году окончил ремесленное училище, после чего работал помощником бурильщика, затем бурильщиком нефтяных скважин. В 1954—1956 годах служил в Советской Армии. С 1956 года — помощник бурильщика, затем буровой мастер конторы разведочного бурения. С 1971 года — буровой мастер Небит-Дагского управления буровых работ объединения «Туркменнефть», город Небит-Даг Красноводской области.
Депутат Совета Национальностей Верховного Совета СССР 9 созыва (1974—1979) от Небит-Дагского избирательного округа № 437 Красноводской области. Член Комиссии по торговле, бытовому обслуживанию и коммунальному хозяйству Совета Национальностей.